# Irinel Columbeanu
Irinel Columbeanu (n. 27 mai 1957, Ploiești) este un fost om de afaceri român.
A deținut la Târgu Cărbunești compania producătoare de materiale de construcție Turbocim, precum și firmele T.E.T. Group S.R.L., Promotion Group Internațional SRL, Techno Consult Romania SRL, și Molyvi Holdings LTD.
A mai deținut și un pachet de 0,85% la Alcatel România, prin intermediul companiei Promotion Group International SRL.
Averea lui Irinel Columbeanu era estimată la 60 de milioane de euro în anul 2006, 150 de milioane euro în 2007
, 40 de milioane de euro în anul 2008 și 7 milioane de euro în anul 2009.
Împreună cu tatăl său, Ion Columbeanu, a deținut firma Caesopatru SRL, înființată în octombrie 2010, care a avut ca obiect de activitate extracția pietrei ornamentale și a pietrei pentru construcții, extracția pietrei calcaroase, ghipsului, cretei și a ardeziei.
Irinel Columbeanu a mai  fost acționar și la firma Media Com 1995, firmă care are ca obiect de activitate telecomunicații și comerț cu amănuntul a diverse produse.
Irinel Columbeanu a candidat pentru funcția de primar general al Bucureștiului în 2012.

## Declinul în afaceri
În anul 2006, Irinel Columbeanu investește peste 13 milioane de euro (dintre care 5,7 milioane obținuți printr-un credit bancar, pentru care a garantat cu mai multe imobile și terenuri aflate în proprietatea sa), în vederea construirii unei fabrici de ciment în orașul Târgu Cărbunești. Produsul, comercializat sub denumirea de „columbeanit”, se remarca prin proprietățile de uscare rapidă și de rezistență la temperaturi scăzute. Totuși, s-a afirmat că acest tip de ciment nu putea fi folosit în structuri de rezistență, iar produsul, deși comercializat la un preț mai mic decât cimentul obișnuit, nu a avut un număr ridicat de vânzări. Fabrica își încetează activitatea în anul 2009, 200 de angajați intrând în șomaj.
În anul 2014, Orașul Târgu Cărbunești cere în instanță deschiderea procedurii de insolvență în cazul fabricii, întrucât acumulase datorii de peste 200.000 de lei, ca urmare a neplății taxelor și impozitelor locale. Ulterior, Tribunalul Gorj își declină competența către Tribunalul Ilfov, întrucât compania care deținea fabrica avea sediul social pe raza județului Ilfov. În anul 2018, Tribunalul Ilfov declară falimentul companiei, bunurile din patrimoniu fiind vândute de către lichidatorii judiciari.
Întrucât Irinel Columbeanu nu a mai putut returna o parte din creditul bancar luat pentru deschiderea fabricii, acesta a fost executat silit, mai multe terenuri și imobile, printre care și vila sa de la Izvorani, fiind puse sub sechestru și scoase la vânzare de către bancă, începând cu anul 2013. În anul 2020, vila de la Izvorani a fost scoasă la vânzare pentru suma de 3,9 milioane de euro, fiind ulterior distrusă într-un incendiu, în noiembrie 2020.

## Viața personală
Tatăl lui, Ion Columbeanu, fost agitator comunist înscris în Partidul Comunist Român din 1947,
a fost șef de protocol în toate guvernele României, de la Gheorghiu Dej până în 2002.
După Revoluție a fost secretar de stat la Secretariatul General al Guvernului (iunie – octombrie 1990, decembrie 1992 – decembrie 1996) în guvernele Petre Roman, respectiv Nicolae Văcăroiu.
Irinel Columbeanu a intrat pentru prima dată în atenția presei în anul 1995, fiind vorba de scandalul "Sexy Club" în care patronul Constantin Constantin le obliga prin violență pe dansatoare să se prostitueze, iar prietenilor acestuia trebuiau să presteze aceste servicii gratuit. Irinel Columbeanu, poreclit "Alcatel" a fost unul dintre aceștia.
Ulterior, a avut o relație cu creatoarea de modă Romanița Iovan, cu cântăreața Ana Lesko, cu fotomodelul Monica Gabor cu care s-a căsătorit și cu care are o fetiță - Irina Columbeanu. În anul 2011 Monica și Irinel Columbeanu au divorțat . În august 2011, magistrații Tribunalului București au decis, printr-o sentință definitivă, ca Irina Columbeanu să rămână cu tatăl ei, Irinel Columbeanu.

## Controverse
Pe 15 octombrie 2014 Înalta Curte de Casație și Justiție (ÎCCJ) a decis că Irinel Columbeanu a fost colaborator al Securității, având nume conspirativ „Ivănescu”. Sentința este definitivă.

## Relații

### Romanița Iovan
Irinel Columbeanu și Romanița Iovan, Ciolcan o chema pe vremea aceea, au fost împreună încă din 1986, pe când el avea 29 de ani, iar ea 21. Ea era un manechin apreciat, iar el fiul șefului de protocol de la Guvern. Multă lume a crezut că Romanița l-a acceptat pe Irinel în viața ei datorită averii și influenței, dar creatoarea de modă infirmă acest lucru.
Se spune că după Revoluție, când Romanița a hotărât să devină designer, Irinel a fost cel care a ajutat-o cu bani. De altfel, o vreme au circulat multe legende despre sumele pe care Irinel Columbeanu le-ar fi băgat în afacerea iubitei sale, dar și despre un cadou de despărțire consistent. Relația Romaniței cu Irinel Columbeanu s-a încheiat în 1996.

### Anna Lesko
Irinel Columbeanu și Anna Lesko au trăit o frumoasă poveste de dragoste. Chiar dacă relația lor a început când artista avea doar 17 ani, aceasta susține că afaceristul a ajutat-o enorm în procesul de maturizare.
La rândul lui, și Irinel a fost îndrăgostit de frumoasa blondină, însă a existat un obstacol. Părinții acestuia nu au fost niciodată de acord cu relația lor, motiv pentru care au făcut tot posibilul să îi aducă sfârșitul.

### Gabriela Botezat
Relatia afaceristului cu Miss România 2004 s-a terminat atunci când Irinel a aflat că este înșelat. Drept “pedeapsă”, Irinel i-a luat totul iubitei sale, inclusiv salonul din Suceava pe care i l-a făcut cadou, pe care l-a demolat.

### Monica Gabor
Irinel Columbeanu și Monica Gabor și-au unit destinele în 2006 într-un decor de vis, iar la un an distanță au devenit și părinții unei fetițe minunate, pe numele ei, Irina Columbeanu. În 2011, cei doi au ajuns la divorț, din cauza infidelităților de ambele părți.

### Oana Cojocaru
Irinel Columbeanu și Oana Cojocaru au locuit o bună perioadă de timp la vila din Izvorani a fostului om de afaceri. Deși aveau tot ce își puteau imagina, cei doi nu se mai simțeau confortabil acolo.
La scurt timp, cei doi au decis să se mute într-un apartament în București. Astfel, mult timp ei au avut o viață frumoasă de cuplu într-o locuință de pe Calea Victoriei. Inițial, lucrurile au funcționat, însă în decembrie 2020, au avut o ceartă foarte mare, iar Oana Cojocaru a vrut să plece la mama sa.
Chiar dacă existau probleme în cuplu, atunci când Irinel Columbeanu a avut probleme de sănătate, Oana i-a fost alături. Iubita mai tânără cu 40 de ani l-a însoțit la medic, l-a ajutat și l-a susținut necondiționat. Cu toate acestea, în 2021 au anunțat despărțirea.